# Шамсутдинова, Масгуда Исламовна
Масгуда Исламовна Шамсутдинова (тат. Мәсгудә Ислам кызы Шәмсетдинова; род. 1 июля 1955, Кшлау-Елга, Башкирская АССР) — татарская писательница и композитор. Заслуженный деятель искусств Республики Татарстан (1993).

## Биография
Выпускник музыкального училища в Казахстане. В 1979 году окончила Казанскую государственную консерваторию имени Н. Г. Жиганова.
В 1979—1985 заведующий музчастью Казанского государственного театра кукол. В 1985—1991 музыкальный редактор Казанской студии телевидения. С 1995 года заведующий кабинетом Музыки народов Поволжья Казанской консерватории.
В 1982 году была принята в члены Союза композиторов СССР.
25 октября 2001 года успешно защитила диссертационную работу по темe «Маулид-байрам у мусульман Среднего Поволжья» на философском факультете Петербургского университета. Ей присвоено звание кандидата философских наук.
В 2002 году переехала на постоянное место жительства в город Сиэтл, штат Вашингтон, где ныне живёт и работает.
Основные сочинения: симфоническая сюита «Сказки Тукая» (1987 г.), музыкально-театральные действия «Магди» (1989 г.), «Кыссаи Сююмбика» (1991 г.), «Курбан байрам» (1992 г.), симфония «Чингисхан», оратория «Каин и Авель», оратория «Трагедия Сыновей Земли», камерно-инструментальные произведения, вокальные циклы, песни, музыка к драматическим спектаклям.
М. Шамсутдинова — автор рок-сюиты «Магди» с либретто на сюжет Корана, посвящённой знаменательной дате — 1100-летию официального принятия ислама Волжской Булгарией. 22 августа 1989 года была представлена грандиозная постановка рок-сюиты под названием «Дастан древнего Булгара» — «Махди» (режиссёр-постановщик Дамир Сиразеев, солист — Альберт Асадуллин, г. Ленинград). Сценой для представления стала арена Центрального стадиона города. В 1990—1992 «Магди» показывалась во всех крупных городах Татарстана, Ленинграде и Москве.
Шамсутдинова уже более 20 лет занимается исследованием народной (татарской) музыки, суфизма, магической практики и о цветах символов татарского народа. Под её музыку 24 июня 2005 года в Казани состоялось торжественное открытие мечети Кул-Шариф